# Antoine Sibierski
Antoine Sibierski, född 5 augusti 1974 i Lille, är en fransk före detta fotbollsspelare.